# Сауль Ньїгес
Сауль Ньїгес (ісп. Saúl Ñíguez, нар. 21 листопада 1994, Ельче) — іспанський футболіст, півзахисник клубу «Атлетіко» і національної збірної Іспанії.
Володар Кубка Іспанії з футболу. Володар Суперкубка УЄФА. Переможець Ліги Європи.

## Клубна кар'єра
Народився 21 листопада 1994 року в місті Ельче. Вихованець юнацьких команд футбольних клубів «Реал Мадрид» та «Атлетіко».
У дорослому футболі дебютував 2010 року виступами за команду «Атлетіко» Б, в якій провів три сезони, взявши участь у 70 матчах чемпіонату. Більшість часу, проведеного у складі другої команди мадридського «Атлетіко», був основним гравцем команди.
За головну команду «Атлетіко» почав грати у 2012 році, проте здебільшого виходив на поле у кубкових турнірах.
Сезон 2013/14 провів в оренді у клубі «Райо Вальєкано», де став стабільно виходити в основному складі команди.
Повернувшись 2014 року до «Атлетіко», також почав отримувати регулярну ігрову практику. Відтоді встиг відіграти за мадридський клуб понад 100 матчів у національному чемпіонаті.
16 грудня 2023 року матч Ла-Ліги проти «Атлетіка» (Більбао) став ювілейним, 400-м, у складі «Атлетіко» в усіх турнірах. 6 січня 2024 року в поєдинку Кубка Іспанії проти «Луго» зіграв свій 404-й матч за «Атлетіко» в усіх турнірах і зрівнявся за кількістю проведених матчів з 10-м гвардійцем в історії клубу Фернандо Торресом.

## Виступи за збірні
У 2009 році дебютував у складі юнацької збірної Іспанії, взяв участь у 27 іграх на юнацькому рівні, відзначившись 3 забитими голами.
З 2013 року залучався до складу молодіжної збірної Іспанії. На молодіжному рівні зіграв у 33 офіційних матчах, забив 9 голів.
2016 року дебютував в офіційних матчах у складі національної збірної Іспанії.
У складі національної збірної — учасник чемпіонату світу 2018 року в Росії.
| Дата       | Місто           | Господарі          | Результат | Гості      | Турнір                               | Голи | Примітки |
| ---------- | --------------- | ------------------ | --------- | ---------- | ------------------------------------ | ---- | -------- |
| 1-9-2016   | Брюссель        | Бельгія            | 0 – 2     | Іспанія    | товариський матч                     | -    | 75'      |
| 7-6-2017   | Мурсія          | Іспанія            | 2 – 2     | Колумбія   | товариський матч                     | -    | 46'      |
| 11-6-2017  | Скоп'є          | Північна Македонія | 1 – 2     | Іспанія    | Відбір до ЧС 2018                    | -    | 90+2'    |
| 2-9-2017   | Мадрид          | Іспанія            | 3 – 0     | Італія     | Відбір до ЧС 2018                    | -    | 78'      |
| 6-10-2017  | Аліканте        | Іспанія            | 3 – 0     | Албанія    | Відбір до ЧС 2018                    | -    |          |
| 11-11-2017 | Малага          | Іспанія            | 5 – 0     | Коста-Рика | товариський матч                     | -    | 46'      |
| 14-11-2017 | Санкт-Петербург | Росія              | 3 – 3     | Іспанія    | товариський матч                     | -    | 60'      |
| 23-3-2018  | Дюссельдорф     | Німеччина          | 1 – 1     | Іспанія    | товариський матч                     | -    | 46'      |
| 27-3-2018  | Мадрид          | Іспанія            | 6 – 1     | Аргентина  | товариський матч                     | -    | 56'      |
| 3-6-2018   | Вільярреал      | Іспанія            | 1 – 1     | Швейцарія  | товариський матч                     | -    | 55' 57'  |
| 8-9-2018   | Лондон          | Англія             | 1 – 2     | Іспанія    | Ліга націй УЄФА 2018-2019 - 1-й етап | 1    |          |
| 11-9-2018  | Ельче           | Іспанія            | 6 – 0     | Хорватія   | Ліга націй УЄФА 2018-2019 - 1-й етап | 1    | 65'      |
| 11-10-2018 | Кардіфф         | Уельс              | 1 – 4     | Іспанія    | товариський матч                     | -    | 46'      |
| 15-10-2018 | Севілья         | Іспанія            | 2 – 3     | Англія     | Ліга націй УЄФА 2018-2019 - 1-й етап | -    | 56'      |
| 15-11-2018 | Загреб          | Хорватія           | 3 – 2     | Іспанія    | Ліга націй УЄФА 2018-2019 - 1-й етап | -    | 74'      |
| 26-3-2019  | Мдіна           | Мальта             | 0 – 2     | Іспанія    | Відбір до ЧЄ 2020                    | -    | 65'      |
| 5-9-2019   | Бухарест        | Румунія            | 1 – 2     | Іспанія    | Відбір до ЧЄ 2020                    | -    | 76'      |
| 12-10-2019 | Осло            | Норвегія           | 1 – 1     | Іспанія    | Відбір до ЧЄ 2020                    | 1    |          |
| 18-11-2019 | Мадрид          | Іспанія            | 5 – 0     | Румунія    | Відбір до ЧЄ 2020                    | -    |          |
| Усього     |                 | Матчів             | 19        |            | Голів                                | 3    |          |

## Титули та досягнення
- Володар Кубка Іспанії з футболу (1):

«Атлетіко»: 2012-13
- Володар Суперкубка Іспанії з футболу (1):

«Атлетіко»: 2014
- Володар Суперкубка УЄФА (2):

«Атлетіко»: 2012, 2018
- Переможець Ліги Європи (2):

«Атлетіко»: 2011-12, 2017-18
- Чемпіон Іспанії (1):

«Атлетіко»: 2020-21
- Переможець Клубного чемпіонату світу (1):

«Челсі»: 2021
- Чемпіон Європи (U-19): 2012